# MetOp-SG
MetOp-SG (Meteorological Operational Satellite - Second Generation) heißt die Nachfolgeserie für die Wettersatelliten MetOp. Die Satelliten sollen die Erde auf erdnahen, polarer Umlaufbahn umkreisen und damit die geostationären Gegenstücke der Meteosat-Serie ergänzen. Die Serie soll aus sechs Satelliten bestehen, MetOp-SG A1 bis MetOp-SG B3.

## Geschichte

### Entwicklung
Im Mai 2014 unterzeichneten die ESA, EUMETSAT und Airbus Defence and Space während der Internationalen Luft- und Raumfahrtausstellung Berlin den ersten Vertrag für die Entwicklung der zweiten Generation der MetOp-Satelliten. Am 16. Oktober 2014 wurde mit Airbus Defence and Space ein Vertrag über den Bau der Satelliten der Serie im Gesamtwert von 1,3 Milliarden Euro für sechs Satelliten unterzeichnet.
Der erste Satellit der A-Serie wurde am 13. August 2025 gestartet, der erste Satellit der B-Serie soll im Sommer 2026 gestartet werden.

### Einsatz
| Startdatum      | Name        | Instrumente                                 |
| --------------- | ----------- | ------------------------------------------- |
| 13. August 2025 | Metop-SG A1 | METimage, IASI-NG, MWS, Sentinel-5, 3MI, RO |
| Sommer 2026     | Metop-SG B1 | SCA, MWI, ICI, RO, ADCS-4                   |
| Q2 2032         | Metop-SG A2 | METimage, IASI-NG, MWS, Sentinel-5, 3MI, RO |
| Q1 2033         | Metop-SG B2 | SCA, MWI, ICI, RO, ADCS-4                   |
| Q2 2039         | Metop-SG A3 | METimage, IASI-NG, MWS, Sentinel-5, 3MI, RO |
| Q1 2040         | Metop-SG B3 | SCA, MWI, ICI, RO, ADCS-4                   |

## Aufbau
Der Satellit ist dreiachsig stabilisiert, wobei seine Instrumente ständig auf den Boden gerichtet sind. Die Energie wird aus Sonnenkollektoren gewonnen, die einen durchschnittlichen Verbrauch von 3,29 (Typ A) bzw. 2,4 (Typ B) Kilowatt decken sollen. Die Lageregelung nutzt fünf Reaktionsräder. Der Satellit verfügt über einen Massenspeicher mit einer Kapazität von 745 Gigabit. Die Daten werden mit Ka-Band und X-Band übertragen. Die nominelle Lebensdauer beträgt 8,5 Jahre.
Der Typ A der Serie liefert Bilder, hat Infrarot- und Mikrowellensonden und beherbergt ein Instrument zur Kartierung von Aerosolen, sowie das Sentinel-5-Spektrometer. Typ A hat eine Masse von 4,4 Tonnen und führt 684 Kilogramm Treibstoff mit sich. Seine Abmessungen sind 6,5 × 2,97 × 3,46 Meter.
Der Typ B liefert Mikrowellenbilder, führt ein Streulichtmessgerät mit sich und beherbergt ein Argos-System. Typ B hat eine Masse von 4,18 Tonnen und trägt 659 Kilogramm Treibstoff. Seine Abmessungen betragen 6,1 × 2,91 × 3,43 Meter.

## Instrumente
Folgende Instrumente sind derzeit für die beiden Satelliten geplant:
MetOp-SG A:
- Visible Infrared Imager (METimage)
- Microwave Sounder (MWS)
- Infrared Sounder (IASI-NG)
- Radio Occultation (RO)
- Multi-view Multi-channel Multi-polarization imager (3MI)[10]
- Sentinel-5/Ultraviolet Visible Near-infrared Shortwave Spectrometer (Sentinel-5/UVNS)

MetOp-SG B:
- Microwave Imager (MWI)[10][11]
- Ice Cloud Imager (ICI)[10][11][12]
- Scatterometer (SCA)[10]
- Radio Occultation (RO)[10]
- Argos Data Collection Service